# Are You Ready for the Country
Are You Ready for the Country è il trentaduesimo album di Waylon Jennings, pubblicato nel giugno del 1976 dall'etichetta RCA Victor. Prende il titolo dall'omonima canzone di Neil Young presente nell'album Harvest (1972).
L'album ristampato su CD nel 2004 dalla RCA Records, a differenza dell'LP originale, contiene ampie note di copertina e altre informazioni del disco.

## Tracce
Lato A
1. Are You Ready for the Country – 3:09 (Neil Young)
2. Them Old Love Songs – 3:09 (Donnie Fritts, Troy Seals)
3. So Good Woman – 2:01 (Waylon Jennings)
4. Jack-A-Diamonds – 3:23 (Daniel Moore)
5. Can't You See – 3:43 (Toy T. Caldwell)

Lato B
1. MacArthur Park (Revisited) – 6:32 (Jimmy Webb)
2. I'll Go Back to Her – 3:06 (Waylon Jennings)
3. A Couple More Years – 4:07 (Shel Silverstein, Dennis Locorriere)
4. Old Friend – 3:16 (Waylon Jennings)
5. Precious Memories – 3:38 (J.B.F. Wright)

## Musicisti
- Waylon Jennings - voce, chitarra
- Graham Nash - voce  (brano # B1)
- Don Roberts - voce (brano # B5)
- John Leslie Hug - chitarra
- Gordon Payne - chitarra
- Ralph Mooney - steel guitar, dobro
- Billy Graham - fiddle
- Barney Robertson - pianoforte, tastiere, accompagnamento vocale
- Mack Johnson - tromba
- Jim Gordon - corno
- Mackinley Johnson - corno
- Maurice Spears - trombone, corno
- Charles Veal - violino (solo nel brano B1)
- Thomas Buffun - violino (solo nel brano B1)
- Ronald Folsom - violino (solo nel brano B1)
- Karen Jones - violino (solo nel brano B1)
- Denyse Buffum - viola  (solo nel brano B1)
- Duke Goff - basso
- Sherman Hayes - basso, accompagnamento vocale
- Richie Albright - batteria
- Barry Robertson - arrangiamenti corde (solo nel brano B1)
- Carter Robertson - accompagnamento vocale
- Rance Wasson - accompagnamento vocale